# Демоны 2
«Демоны 2» (итал. Dèmoni 2) — итальянский художественный фильм 1986 года режиссёра Ламберто Бава. Сценаристом и продюсером фильма выступил Дарио Ардженто. Этот фильм является продолжением фильма «Демоны», поставленного Бавой в 1985 году. Главные роли в этом фильме ужасов исполнили Дэвид Эдвин Кнайт, Нэнси Брилли и Коралина Катальди-Тассони. В этом фильме также дебютировала самая младшая дочь Ардженто — десятилетняя Азия Ардженто. Премьера в США состоялась в феврале 1987 года.

## Сюжет
Власти смогли локализовать вспышку демонизации человечества, произошедшей в про́клятом кинотеатре. Некоторое время спустя в городах многоквартирные дома оборудуют надёжными системами безопасности.
Проживающая в элитном небоскрёбе «Башня» девушка Салли устраивает вечеринку в честь своего дня рождения. Тем же вечером по телевизору транслируют фильм ужасов о группе молодых людей, ночью пробравшихся в обнесённую стеной и колючей проволокой запретную зону, жители которой некоторое время назад превратились в демонов. В поисках трофеев молодёжь находит тело мёртвого демона, и одна из девушек случайно оживляет его, уронив на труп каплю крови из порезанной руки. Вечеринка у Салли оказывается под угрозой срыва, когда выясняется, что на праздник собирается прийти её бывший парень Джейкоб. Закатив истерику, Салли удаляется в свою комнату, где досматривает кино. К ужасу девушки оживший демон из фильма вылезает из телевизора в комнату и нападает на неё. Выйдя к гостям, Салли задувает свечи на праздничном торте, после чего превращается в демона и убивает всех гостей, которые не могут покинуть квартиру, поскольку входная дверь оказывается заперта.
В поисках куска торта на вечеринку решает заглянуть проживающая по соседству беременная студентка Ханна, однако никто не открывает ей дверь. Вернувшись домой, она посылает за тортом своего парня Джорджа. Убитые гости Салли тем временем также превращаются в демонов, а сама Салли начинает истекать токсичной кровью, которая разъедает перекрытия небоскрёба. Просочившись в сауну, кровь попадает на мужчину, который становится демоном и нападает на посетительницу солярия. Кровь также повреждает проводку, из-за чего во всём здании отключаются электричество и связь, а также блокируются двери и окна. Под воздействием текущей с потолка крови в одной из квартир в демона превращается пёс, который загрызает свою хозяйку. После отключения электричества Джордж оказывается запертым в лифте вместе с проституткой Мэри, ранее приходившей к своему клиенту.
Демоны из квартиры Салли выламывают дверь и начинают атаковать остальных жильцов небоскрёба, включая и занимавшихся в тренажёрном зале бодибилдеров. Спортсмены, не имея возможности покинуть здание, решают забаррикадироваться в подземном гараже, где безуспешно пытаются сломать дверь на улицу и разводят перед входом костёр, чтобы отпугнуть демонов. Вскоре к ним присоединяется спустившаяся в гараж другая группа жильцов. Лидер в лице тренера Хэнка советует людям вооружаться подручными средствами и делать коктейли Молотова. Застрявшего в лифте Джорджа находит охранник небоскрёба, но не успевает помочь ему выбраться, погибнув от рук пробегавших мимо демонов и позже ранив находившую в лифте вместе с Джорджем Мэри.
Автомобиль Джейкоба и его приятелей-рокеров на подъезде к небоскрёбу попадает в аварию, столкнувшись с машиной взволнованной семейной пары, у которой в небоскрёбе оставался маленький сын Томми. Томми, ранее вступивший в контакт с кровью, также оборачивается демоном и заявляется в квартиру к Ханне. Из его тела выбирается маленький монстр, которого Ханна успевает прижать к стене выдвижной кроватью. Джордж тем временем вылезает из лифта через шахту, перед этим сбросив туда обернувшуюся демоном Мэри. Добравшись до своей квартиры, Джордж спасает Ханну от выбравшегося из-за кровати монстра, которого он протыкает зонтом.
Люди в гараже дают бой толпе прорвавшихся в гараж демонов и проигрывают его. Джордж сообщает Ханне, что безопасным местом может быть крыша, но перед этим уходит вниз отвлечь поднимающихся из гаража демонов. Оставшись одна, Ханна заходит в квартиру Салли и находит там двоих выживших — Тедди и Уллу. Ниже по лестнице Джордж открывает газ в распределительном щите и устраивает взрыв, после чего возвращается к Ханне. Все четверо идут на крышу, однако на лестнице Тедди становится демоном, и Джордж скидывает его вниз. На крыше демоном становится и Улла, с которой Джордж расправляется аналогичным образом. Закрепив на крыше принесённую верёвку, Джордж и Ханна спускаются вниз по стене небоскрёба. Вслед за ними по этой же верёвке спускается выживший после взрыва демон Салли, которую Джордж протыкает железной трубой.
Уходя от небоскрёба, Джордж и Ханна оказываются в безлюдной телестудии, где у Ханны начинаются схватки, и Джордж принимает у неё роды. На рассвете в студии объявляется агонизирующий и ослепший демон Салли. Погибнув перед камерой, демон возрождается на установленных в студии телеэкранах, собираясь выбраться из них. Джордж успевает разбить экраны, после чего с Ханной и своим новорожденным сыном выходит на улицу.

## В ролях
- Дэвид Эдвин Найт — Джордж
- Нэнси Брилли — Ханна
- Коралина Катальди-Тассони[итал.] — Салли Дэй
- Бобби Родес — Хенк, преподаватель гимнастики
- Асия Аргенто — Ингрид Халлер
- Вирджиния Бриант — Мэри, проститутка
- Анита Бартолуччи — женщина с собакой